# Erwann Kermorvant
Erwann Kermorvant, né le 28 juillet 1972 à Lorient, est un compositeur de musique de film français.
Erwann Kermorvant va se faire connaître pour des films comme 36 quai des Orfèvres réalisé par Olivier Marchal en 2004 ou encore Les Lyonnais réalisés en 2011.
Erwann Kermorvant va aussi composer la musique de
Astrid et Raphaëlle.
En 2021, il reçoit le Grand Prix de la musique pour l’image.

## Filmographie
- 2000 : Les vacances de Sam de Gilles Daubeuf
- 2002 : Duelles (TV) de Samantha Mazeras
- 2002 : Les frangines (TV) de Laurence Katrian
- 2003 : Mais qui a tué Pamela Rose ? de Éric Lartigau
- 2004 : Bien agités ! (TV) de Patrick Chesnais
- 2004 : A trois c'est mieux (TV) de Laurence Katrian
- 2004 : La Danse du vent de Taïeb Louhichi
- 2004 : 36 Quai des Orfèvres de Olivier Marchal
- 2005 : Un ticket pour l'espace de Éric Lartigau
- 2006 : Greco (TV) de Philippe Setbon
- 2006 : R.I.S Police scientifique (TV) de Stéphane Kaminka
- 2006 : Prête-moi ta main de Éric Lartigau
- 2007 : Publicité Peugeot 308 - non commercialisée[réf. nécessaire]
- 2007 : Big City de Djamel Bensalah
- 2008 : Un monde à nous de Frédéric Balekdjian
- 2009 : La Première Étoile de Lucien Jean-Baptiste
- 2009 : Braquo d'Olivier Marchal et Frédéric Schoendoerffer (série télévisée)
- 2009 : Les Toqués (TV) de Catherine Touzet et Ludovic Pion-Dumas
- 2011 : À la maison pour Noël (TV) de Christian Merret-Palmair
- 2011 : Les Lyonnais d'Olivier Marchal
- 2012 : Ma première fois de Marie-Castille Mention-Schaar
- 2012 : No limit (TV) de Didier Le Pêcheur et Julien Despaux
- 2012 : Bowling de Marie-Castille Mention-Schaar
- 2015 : Borderline d'Olivier Marchal, téléfilm
- 2015 : L'Enquête de Vincent Garenq
- 2017 : Kim Kong de Simon Jablonka et Alexis Le Sec
- 2017 : Carbone d'Olivier Marchal
- 2017 : La Deuxième Étoile de Lucien Jean-Baptiste
- 2019 : L'Enfant que je n'attendais pas de Bruno Garcia, téléfilm
- 2019 : Astrid et Raphaëlle (TV)
- 2020 : Bronx d'Olivier Marchal
- 2021 : Un homme d'honneur (TV)
- 2021 : Luther (TV)
- 2021 : La Dernière partie (TV)
- 2023 : L'Île prisonnière (TV)
- 2025 : Bastion 36 d'Olivier Marchal

## Récompense
- Festival de la fiction TV de La Rochelle 2015 : Meilleure musique pour Borderline[1]

Sacem : Grand Prix de la musique pour l’image